# 中国土木工程学会
中国土木工程学会是中国土木工程领域的学术组织，目前隶属于中国科学技术协会，挂靠在中华人民共和国住房和城乡建设部。

## 概况
中国土木工程学会的前身中华工程师会于1912年成立，创建者为中国近代著名工程师詹天佑。学会目前是国际桥梁及结构工程协会（IABSE）、国际土力学及岩土工程学会（ISSMFE）、国际隧道协会（ITA）、国际结构混凝土协会（FIB）、国际煤气联盟（IGU）、国际公共交通联会（UITP）与国际水环境联合会（WEF）的成员。
学会下设有14个专业分会以及54个专业委员会，其中专业分会分别为：
- 桥梁及结构工程分会
- 隧道及地下工程分会
- 土力学及基础工程分会
- 混凝土及预应力混凝土分会
- 计算机应用分会
- 防护工程分会
- 港口工程分会
- 市政工程分会
- 给水排水分会
- 城市公共交通分会
- 城市燃气分会
- 建筑市场及招标投标研究分会
- 住宅工程指导委员会
- 质量分会

## 历任理事长
注：标有符号*的为名誉理事长
- 第一届（1953年）：茅以升
- 第二届（1956年）：茅以升
- 第三届（1962年）：茅以升
- 第四届（1984年）：李国豪、茅以升*
- 第五届（1988年）：李国豪、茅以升*
- 第六届（1993年）：许溶烈、李国豪*
- 第七届（1998年）：侯捷、李国豪*
- 第八届（2001年）：谭庆琏、李国豪*
- 第九届（2012年）：郭允冲、谭庆琏*
- 第十届（2018年）：郭允冲、谭庆琏*